# Lauren Jackson
Lauren Jackson, född den 11 maj 1981 i Albury, New South Wales, är en australisk basketspelare som tog tog OS-silver 2008 i Peking. Detta var tredje gången i rad Australien tog silver vid de olympiska baskettävlingarna. Harrowe var även med i Aten och tog OS-silver 2004 och ännu ett OS-silver 2000 på hemmaplan i Sydney.